# Mã quốc gia: O-Q
- A
- B
- C
- D–E
- F
- G
- H–I
- J–K
- L
- M
- N
- O–Q
- R
- S
- T
- U–Z

## Oman
| ISO 3166-1 numeric 512        | ISO 3166-1 alpha-3 OMN | ISO 3166-1 alpha-2 OM              | Tiền tố mã sân bay ICAO OO              |
| Mã E.164 +968                 | Mã quốc gia IOC OMA    | Tên miền quốc gia cấp cao nhất .om | Tiền tố đăng ký sân bay ICAO A4O-       |
| Mã quốc gia di động E.212 422 | Mã ba ký tự NATO OMN   | Mã hai ký tự NATO (lỗi thời) MU    | Mã MARC LOC MK                          |
| ID hàng hải ITU 461           | Mã ký tự ITU OMA       | Mã quốc gia FIPS MU                | Mã biển giấy phép OM (không chính thức) |
| Tiền tố GTIN GS1 —            | Mã quốc gia UNDP OMA   | Mã quốc gia WMO OM                 | Tiền tố callsign ITU A4A-A4Z            |

## Pakistan
| ISO 3166-1 numeric 586        | ISO 3166-1 alpha-3 PAK | ISO 3166-1 alpha-2 PK              | Tiền tố mã sân bay ICAO OP            |
| Mã E.164 +92                  | Mã quốc gia IOC PAK    | Tên miền quốc gia cấp cao nhất .pk | Tiền tố đăng ký sân bay ICAO AP-      |
| Mã quốc gia di động E.212 410 | Mã ba ký tự NATO PAK   | Mã hai ký tự NATO (lỗi thời) PK    | Mã MARC LOC PK                        |
| ID hàng hải ITU 463           | Mã ký tự ITU PAK       | Mã quốc gia FIPS PK                | Mã biển giấy phép PK                  |
| Tiền tố GTIN GS1 —            | Mã quốc gia UNDP PAK   | Mã quốc gia WMO PK                 | Tiền tố callsign ITU 6PA-6SZ, APA-ASZ |

## Palau
| ISO 3166-1 numeric 585        | ISO 3166-1 alpha-3 PLW | ISO 3166-1 alpha-2 PW              | Tiền tố mã sân bay ICAO PT               |
| Mã E.164 +680                 | Mã quốc gia IOC PLW    | Tên miền quốc gia cấp cao nhất .pw | Tiền tố đăng ký sân bay ICAO —           |
| Mã quốc gia di động E.212 552 | Mã ba ký tự NATO PLW   | Mã hai ký tự NATO (lỗi thời) PS    | Mã MARC LOC PW                           |
| ID hàng hải ITU 511           | Mã ký tự ITU PLW       | Mã quốc gia FIPS PS                | Mã biển giấy phép PAL (không chính thức) |
| Tiền tố GTIN GS1 —            | Mã quốc gia UNDP TTP   | Mã quốc gia WMO —                  | Tiền tố callsign ITU T8A-T8Z             |

## Palestine
| ISO 3166-1 numeric 275      | ISO 3166-1 alpha-3 PSE | ISO 3166-1 alpha-2 PS              | Tiền tố mã sân bay ICAO OJ, LV          |
| Mã E.164 +970               | Mã quốc gia IOC PLE    | Tên miền quốc gia cấp cao nhất .ps | Tiền tố đăng ký sân bay ICAO —          |
| Mã quốc gia di động E.212 — | Mã ba ký tự NATO PSE   | Mã hai ký tự NATO (lỗi thời) PS    | Mã MARC LOC GZ, WJ                      |
| ID hàng hải ITU 443         | Mã ký tự ITU XGZ, XWB  | Mã quốc gia FIPS GZ, WE            | Mã biển giấy phép PS (không chính thức) |
| Tiền tố GTIN GS1 —          | Mã quốc gia UNDP PAL   | Mã quốc gia WMO —                  | Tiền tố callsign ITU E4A-E4Z            |

## Panama
| ISO 3166-1 numeric 591        | ISO 3166-1 alpha-3 PAN | ISO 3166-1 alpha-2 PA              | Tiền tố mã sân bay ICAO MP                             |
| Mã E.164 +507                 | Mã quốc gia IOC PAN    | Tên miền quốc gia cấp cao nhất .pa | Tiền tố đăng ký sân bay ICAO HP-                       |
| Mã quốc gia di động E.212 714 | Mã ba ký tự NATO PAN   | Mã hai ký tự NATO (lỗi thời) PM    | Mã MARC LOC PN                                         |
| ID hàng hải ITU 351-357       | Mã ký tự ITU PNR       | Mã quốc gia FIPS PM                | Mã biển giấy phép PA                                   |
| Tiền tố GTIN GS1 745          | Mã quốc gia UNDP PAN   | Mã quốc gia WMO PM                 | Tiền tố callsign ITU 3EA-3FZ, H3A-H3Z H8A-H9Z, HOA-HPZ |

## Papua New Guinea
| ISO 3166-1 numeric 598        | ISO 3166-1 alpha-3 PNG | ISO 3166-1 alpha-2 PG              | Tiền tố mã sân bay ICAO AY       |
| Mã E.164 +675                 | Mã quốc gia IOC PNG    | Tên miền quốc gia cấp cao nhất .pg | Tiền tố đăng ký sân bay ICAO P2- |
| Mã quốc gia di động E.212 537 | Mã ba ký tự NATO PNG   | Mã hai ký tự NATO (lỗi thời) PP    | Mã MARC LOC PP                   |
| ID hàng hải ITU 553           | Mã ký tự ITU PNG       | Mã quốc gia FIPS PP                | Mã biển giấy phép PNG            |
| Tiền tố GTIN GS1 —            | Mã quốc gia UNDP PNG   | Mã quốc gia WMO NG                 | Tiền tố callsign ITU P2A-P2Z     |

## Paraguay
| ISO 3166-1 numeric 600        | ISO 3166-1 alpha-3 PRY | ISO 3166-1 alpha-2 PY              | Tiền tố mã sân bay ICAO SG       |
| Mã E.164 +595                 | Mã quốc gia IOC PAR    | Tên miền quốc gia cấp cao nhất .py | Tiền tố đăng ký sân bay ICAO ZP- |
| Mã quốc gia di động E.212 744 | Mã ba ký tự NATO PRY   | Mã hai ký tự NATO (lỗi thời) PA    | Mã MARC LOC PY                   |
| ID hàng hải ITU 755           | Mã ký tự ITU PRG       | Mã quốc gia FIPS PA                | Mã biển giấy phép PY             |
| Tiền tố GTIN GS1 784          | Mã quốc gia UNDP PAR   | Mã quốc gia WMO PY                 | Tiền tố callsign ITU ZPA-ZPZ     |

## Perú
| ISO 3166-1 numeric 604        | ISO 3166-1 alpha-3 PER | ISO 3166-1 alpha-2 PE              | Tiền tố mã sân bay ICAO SP            |
| Mã E.164 +51                  | Mã quốc gia IOC PER    | Tên miền quốc gia cấp cao nhất .pe | Tiền tố đăng ký sân bay ICAO OB-      |
| Mã quốc gia di động E.212 716 | Mã ba ký tự NATO PER   | Mã hai ký tự NATO (lỗi thời) PE    | Mã MARC LOC PE                        |
| ID hàng hải ITU 760           | Mã ký tự ITU PRU       | Mã quốc gia FIPS PE                | Mã biển giấy phép PE                  |
| Tiền tố GTIN GS1 775          | Mã quốc gia UNDP PER   | Mã quốc gia WMO PR                 | Tiền tố callsign ITU 4TA-4TZ, OAA-OCZ |

## Philippines
| ISO 3166-1 numeric 608        | ISO 3166-1 alpha-3 PHL | ISO 3166-1 alpha-2 PH              | Tiền tố mã sân bay ICAO RP            |
| Mã E.164 +63                  | Mã quốc gia IOC PHI    | Tên miền quốc gia cấp cao nhất .ph | Tiền tố đăng ký sân bay ICAO RP-      |
| Mã quốc gia di động E.212 515 | Mã ba ký tự NATO PHL   | Mã hai ký tự NATO (lỗi thời) RP    | Mã MARC LOC PH                        |
| ID hàng hải ITU 548           | Mã ký tự ITU PHL       | Mã quốc gia FIPS RP                | Mã biển giấy phép RP                  |
| Tiền tố GTIN GS1 480          | Mã quốc gia UNDP PHI   | Mã quốc gia WMO PH                 | Tiền tố callsign ITU 4DA-4IZ, DUA-DUZ |

## Quần đảo Pitcairn
| ISO 3166-1 numeric 612      | ISO 3166-1 alpha-3 PCN | ISO 3166-1 alpha-2 PN              | Tiền tố mã sân bay ICAO —       |
| Mã E.164 +64                | Mã quốc gia IOC —      | Tên miền quốc gia cấp cao nhất .pn | Tiền tố đăng ký sân bay ICAO G- |
| Mã quốc gia di động E.212 — | Mã ba ký tự NATO PCN   | Mã hai ký tự NATO (lỗi thời) PC    | Mã MARC LOC PC                  |
| ID hàng hải ITU 555         | Mã ký tự ITU PTC       | Mã quốc gia FIPS PC                | Mã biển giấy phép —             |
| Tiền tố GTIN GS1 —          | Mã quốc gia UNDP —     | Mã quốc gia WMO PT                 | Tiền tố callsign ITU —          |

## Ba Lan
| ISO 3166-1 numeric 616        | ISO 3166-1 alpha-3 POL | ISO 3166-1 alpha-2 PL              | Tiền tố mã sân bay ICAO EP                   |
| Mã E.164 +48                  | Mã quốc gia IOC POL    | Tên miền quốc gia cấp cao nhất .pl | Tiền tố đăng ký sân bay ICAO SP-             |
| Mã quốc gia di động E.212 260 | Mã ba ký tự NATO POL   | Mã hai ký tự NATO (lỗi thời) PL    | Mã MARC LOC PL                               |
| ID hàng hải ITU 261           | Mã ký tự ITU POL       | Mã quốc gia FIPS PL                | Mã biển giấy phép PL                         |
| Tiền tố GTIN GS1 590          | Mã quốc gia UNDP POL   | Mã quốc gia WMO PL                 | Tiền tố callsign ITU 3ZA-3ZZ,HFA-HFZ,SNA-SRZ |

## Bồ Đào Nha
| ISO 3166-1 numeric 620        | ISO 3166-1 alpha-3 PRT | ISO 3166-1 alpha-2 PT              | Tiền tố mã sân bay ICAO LP            |
| Mã E.164 +351                 | Mã quốc gia IOC POR    | Tên miền quốc gia cấp cao nhất .pt | Tiền tố đăng ký sân bay ICAO CR-, CS- |
| Mã quốc gia di động E.212 268 | Mã ba ký tự NATO PRT   | Mã hai ký tự NATO (lỗi thời) PO    | Mã MARC LOC PO                        |
| ID hàng hải ITU 263           | Mã ký tự ITU POR       | Mã quốc gia FIPS PO                | Mã biển giấy phép P                   |
| Tiền tố GTIN GS1 560          | Mã quốc gia UNDP POR   | Mã quốc gia WMO PO                 | Tiền tố callsign ITU CQA-CUZ          |

## Puerto Rico
| ISO 3166-1 numeric 630        | ISO 3166-1 alpha-3 PRI | ISO 3166-1 alpha-2 PR              | Tiền tố mã sân bay ICAO TJ      |
| Mã E.164 +1 787, +1 939       | Mã quốc gia IOC PUR    | Tên miền quốc gia cấp cao nhất .pr | Tiền tố đăng ký sân bay ICAO N- |
| Mã quốc gia di động E.212 330 | Mã ba ký tự NATO PRI   | Mã hai ký tự NATO (lỗi thời) RQ    | Mã MARC LOC PR                  |
| ID hàng hải ITU 358           | Mã ký tự ITU PTR       | Mã quốc gia FIPS RQ                | Mã biển giấy phép PR            |
| Tiền tố GTIN GS1 —            | Mã quốc gia UNDP PUE   | Mã quốc gia WMO PU                 | Tiền tố callsign ITU —          |

## Qatar
| ISO 3166-1 numeric 634        | ISO 3166-1 alpha-3 QAT | ISO 3166-1 alpha-2 QA              | Tiền tố mã sân bay ICAO OT       |
| Mã E.164 +974                 | Mã quốc gia IOC QAT    | Tên miền quốc gia cấp cao nhất .qa | Tiền tố đăng ký sân bay ICAO A7- |
| Mã quốc gia di động E.212 427 | Mã ba ký tự NATO QAT   | Mã hai ký tự NATO (lỗi thời) QA    | Mã MARC LOC QA                   |
| ID hàng hải ITU 466           | Mã ký tự ITU QAT       | Mã quốc gia FIPS QA                | Mã biển giấy phép Q              |
| Tiền tố GTIN GS1 —            | Mã quốc gia UNDP QAT   | Mã quốc gia WMO QT                 | Tiền tố callsign ITU A7A-A7Z     |